# Chambord (schip, 1955)
De Chambord was een olietanker die in 1965 werd gebouwd door Ateliers et Chantiers de France voor Societe Maritime des Petroles BP. Het was de eerste uit een serie van drie tankers.
In 1973 werd het schip gekocht door Micoperi en werd het voorschip bij Viktor Lenac in Rijeka omgebouwd tot kraanschip en pijpenlegger PM 25. De  Clyde 52 kraan kreeg een capaciteit van 800 shortton. Micoperi en Viktor Lenac werkten samen in de joint-venture Costruzioni Marittime (Cosmar). In 1975 werd het schip door Micoperi beheerd via Mars Marine Equipment als Mars 25 en in 1977 werd het schip Crawler gedoopt.
In 1990 ging de vloot van Micoperi samen met Saipem. In 2014 verkocht Saipem de Crawler aan het deel van Micoperi dat in 1996 door de Protan Group was overgenomen.